# Mackenzie Aladjem
Mackenzie Aladjem (* 11. September 2001) ist eine US-amerikanische Schauspielerin, die sowohl in Film und Fernsehen als auch Theaterschauspielerin zum Einsatz kommt. Bekannt wurde sie vor allem durch ihre beiden Rollen in der Seifenoper All My Children und der Fernsehserie Nurse Jackie.

## Leben
Mit vier Jahren spielte sie in verschiedenen lokalen Theaterproduktionen. Anschließend wurde sie in Werbespots eingesetzt und gab im Jahre 2007 ihr Fernsehdebüt in einer Folge von CSI: Miami. Im gleichen Jahr kam sie auch in zwei Episoden der Seifenoper Passions in der wiederkehrenden Rolle der Pamela zum Einsatz. Danach nahm sie mit dem Cast des Musicals Annie an dessen US-Tour teil und übernahm dabei die Rolle der kleinen Molly. Diese Rolle hatte sie bis zum Abschluss der Tournee am 14. März 2010 inne. Ihren Durchbruch feierte sie im gleichen Jahr mit All My Children in der Rolle der Miranda Montgomery und Nurse Jackie in der Rolle der Fiona Peyton.  Im Jahr 2011 wurde sie bei den Young Artist Awards für ihre Rolle als Miranda Montgomery für einen Award in der Kategorie „Best Performance in a Daytime TV Series – Young Actress 12 and Under“ nominiert. Des Weiteren wurde sie bei der Vergabe der Young Artist Awards 2011 in der Kategorie „Best Performance in a TV Series – Recurring Young Actress Ten and Under“ nominiert, wo sie den Preis für ihre Rolle in Nurse Jackie erhielt. 2011 hatte sie ihr Debüt als Filmschauspielerin, wo sie im Film Der Mandant in einer kleinen Rolle in Erscheinung trat.
Aladjem hat zwei Schwestern.

## Filmografie (Auswahl)
- 2007: CSI: Miami (Fernsehserie, Folge 5x24)
- 2007: Passions (Seifenoper, 2 Folgen)
- 2010–2011: All My Children (Seifenoper)
- 2010–2015: Nurse Jackie (Fernsehserie, 42 Folgen)
- 2011: Der Mandant (The Lincoln Lawyer)
- 2012: The Middle (Fernsehserie, 2 Folgen)
- 2013–2014: Parenthood (Fernsehserie, 3 Folgen)
- 2016: Superkids (Time Toys)
- 2016: Criminal Minds (Fernsehserie, Folge 11x14)
- 2017: Hawaii Five-0 (Fernsehserie, Folge 7x19, 7x25)

## Auszeichnungen und Nominierungen
Nominierungen
- 2011: Young Artist Award in der Kategorie „Best Performance in a Daytime TV Series – Young Actress 12 and Under“ für ihr Engagement in All My Children[1]

Auszeichnungen
- 2011: Young Artist Award in der Kategorie „Best Performance in a TV Series – Recurring Young Actress Ten and Under“ für ihr Engagement in Nurse Jackie[1]